# Marie Laubot
 (juin 2015).
- Si vous ne connaissez pas le sujet, laissez ce bandeau (vous pouvez alors contacter les auteurs).
- Si vous supprimez le contenu mis en cause (vous pouvez préalablement contacter les auteurs),

argumentez précisément cette suppression dans la page de discussion
(un manque de référence n'est pas un argument ; une recherche réelle de référence doit avoir été effectuée, être formellement documentée).
Marie Laubot, née Marie Julie Eugénie Micquet le 10 décembre 1836 à Orléans et morte le 30 avril 1916 dans le 6e arrondissement de Paris) est une femme de lettres française.

## Biographie
Née hors mariage de Edme Jules Laubot, un agent général du commerce de bois de travail parisien et d'une couturière, Marie Anne Micquet, elle n'est officiellement reconnue par son père qu'en 1855.
On ne sait pratiquement rien de l’autrice. Elle écrivit des livres pour la jeunesse dans les années 1890 à 1910. Selon l'usage de l'époque, aucune date de parution n'est mentionnée dans ces ouvrages. Ce sont des livres de prix pour les écoles laïques. Ces beaux livres rouges, in octavo, illustrés, cartonnés, dorés, sont édités par la Librairie Gedalge ou par la Librairie d'Éducation de la Jeunesse, 7, rue des Canettes, Paris (Société d'Édition et de Publications, Librairie Félix Juven, 122, rue Réaumur, Paris.).

## Son œuvre
- Les gentillets, avec souvent un côté moralisateur :
  - Le petit saltimbanque
  - Mademoiselle qu'en-dira-t-on ?
  - Mésaventures d'une petite fille qui n'aimait pas coudre
  - Forts par le travail
  - Gringalette et Souffre-Douleurs
  - La Volonté d'un père.
- Les pédagogiques :
  - En revenant de l’école, livre de lecture pour les plus petits
- Les historiques :
  - Histoire d'un timbre-poste
  - Sauvée des ruines, ouvrage historique sur Murat et l’Italie en 1815
  - Nos Grands Républicains du XIXe siècle, panthéon républicain à l'usage des élèves méritants, publié vers 1907.

### Nos Grands Républicains
Les hommes au pouvoir au début du XXe siècle veulent « enraciner » la légitimité du régime républicain. Ils ont recours au Devoir de Mémoire. Ils veulent en même temps transmettre aux jeunes générations « les combats, valeurs et vertus républicaines ». Tous ces attributs sont fondés sur des modèles de comportement, incarnés par des héros valeureux. Les années passant, ils sentent grandir « une débordante gratitude » envers les Pères fondateurs de la (IIIe) République, Pères qui commencent à tomber dans l'oubli.
Il faut réveiller tout cela par un livre de Prix, rouge, laïc, cartonné et doré. Marie Laubot, pédagogue repérée sinon attitrée, fut chargée de l'affaire.
Elle n'est pas une grande historienne ; elle ne s'attarde ni dans les débats parlementaires, ni dans les procédures judiciaires. Ce qui l'intéresse, ce sont les hommes. Elle applique les leçons d'un Lamartine ou d'un Hugo ; elle livre 38 portraits de grands Républicains. Des hommes, pas de femmes. Celles-ci sont quasi absentes.

### La liste de Laubot
- François Arago
- Étienne Arago
- Emmanuel Arago
- Alphonse de Lamartine
- François Raspail
- Benjamin Raspail
- Camille François Raspail
- Xavier Raspail
- Nicolas Léonard Sadi Carnot
- Adolphe Thiers
- Auguste Comte
- Jules Michelet
- Armand Carrel
- Émile Littré
- Eléonore-Louis-Godefroy Cavaignac
- Louis-Eugène Cavaignac
- Eugène-Godefroy Cavaignac
- Alphonse Baudin
- Lazare Hippolyte Carnot
- Victor Hugo
- Edgar Quinet
- Étienne-Louis Garnier-Pagès
- Louis-Antoine Garnier-Pagès
- Jerôme Adolphe Blanqui
- Auguste Blanqui
- Alexandre Ledru-Rollin
- Pierre-Joseph Proudhon
- Armand Barbès
- Louis Blanc
- Jules Simon
- Jules Ferry
- Léon Gambetta
- Pierre Waldeck-Rousseau
- Sadi Carnot

### Les «dynasties» républicaines
Au fil des pages, l'auteur met en avant une hypothèse : la piété filiale s'accorde avec la piété républicaine.
Elle expose sept (4+3) « dynasties ».
Les 4 Carnot : Lazare Carnot, premier homme d'État d'une longue lignée, plusieurs fois ministre ; ses fils, Hippolyte Lazare Carnot à l'Instruction Publique en 1848 et son frère cadet, Sadi Carnot ; son petit-fils, le président de la République, François Marie Sadi-Carnot, assassiné à Lyon, en 1894, qui avait fondé en 1815 la « Société pour l'Instruction Élémentaire ».

Les 4 Raspail : Benjamin Raspail (1823-1899) et son frère Camille François Raspail (1827-1893). Ils furent députés de la gauche républicaine, leurs discours ne figurant pas dans les annales du Parlement. Le premier, amputé d'une jambe, légua, à sa mort, sa propriété pour y fonder une maison de retraite pour invalides du travail. L'auteur y voit « la digne fin d'un vrai républicain ». Xavier Raspail, le fils cadet, un médecin qui s'illustra pendant le siège de Paris.

Les 3 Arago : François Arago, Emmanuel Arago, Étienne Arago, l'homme de théâtre républicain, qui décrit la dernière génération du siècle dans son ouvrage « L'Hôtel de ville au 4 septembre 1870 »

Les 3 Cavaignac : Louis-Eugène Cavaignac, Eugène Cavaignac, et son frère Godefroy Cavaignac. Les frères Cavaignac furent à l'origine d'une manifestation de deux cents élèves du collège Ste-Barbe à la Comédie-Française en 1818. En 1868, Eugène-Godefroy Cavaignac, fils du général Cavaignac, a refusé de recevoir un premier prix de version grecque des mains du fils de Napoléon III.

Soit :

Les 7 familles d'après Laubot (alpha)
4 « Grandes familles » avec 3 ou 4 représentants
- François Arago
- Emmanuel Arago
- Étienne Arago
- Nicolas Léonard Sadi Carnot
- Lazare Nicolas Marguerite Carnot
- Marie François Sadi Carnot
- François-Vincent Raspail
- Benjamin Raspail
- Camille François Raspail
- Xavier Raspail
- Louis Eugène Cavaignac
- Jacques Marie Eugène Godefroy Cavaignac

Ces quatre lignées seront suivies de trois autres, « seulement représentées » par 2 grands hommes au lieu de 3 ou 4… 
- Adolphe Blanqui
- Auguste Blanqui
- Louis-Antoine Garnier-Pagès
- René Waldeck-Rousseau
- Pierre Waldeck-Rousseau

### Une chronologie républicaine
Les biographies s'attardent sur des moments privilégiés de la vie de chaque individu : naissance(s), études, combats de rues, procès, belles phrases et petits mots, manifestations populaires, emprisonnements, mariages, drames familiaux et pour finir, funérailles.
L'auteur reproduit des pièces authentiques illustrant des faits qui, à ses yeux, méritent réflexion : extraits de discours ou de correspondances.
Au fil des pages et des portraits, si on les replace dans une chronologie collective, se dessine un tableau de la mémoire, « des dires et des faits » républicains.
Devoir de Mémoire : ces « dires et faits », souvent mineurs au regard de la « grande histoire », un auteur républicain se doit de les transmettre à la « jeune classe », en ce tout début du XXe siècle.
Elle néglige les luttes théoriques et les déchirements internes du monde républicain : elle peut faire coexister un Thiers et un Proudhon dans les mêmes pages. Marie Laubot privilégie une facette principale du combat républicain : la vie personnelle, quotidienne (la vraie vie) de chacun de ses héros.
Exemple de cette chronologie du quotidien :  
1823. Malheureuse expédition des républicains français, aux côtés des libéraux espagnols, au sein de la légion étrangère franco-italienne. (Marie commente : « Décidément, l'Espagne réussit bien mal aux troupes françaises. »).

1824. Condamnation à mort, d'Armand Carrel, carbonaro, emprisonné sous le coup d'une condamnation à mort puis acquitté pour avoir participé, lors de la guerre d'Espagne à l'expédition de 1823.

Avril 1831. Godefroy Cavaignac, accusé d'avoir fomenté des troubles à Paris lors du procès des ministres de Charles X, s'exclame lors de son procès : « Je le déclare sans affectation comme sans crainte, de cœur et de conviction : je suis républicain. ». Acquitté avec ses coaccusés, il est porté en triomphe par plus de trois mille manifestants et, le soir, un grand nombre de maisons sont illuminées.

2 janvier 1832. Dans « Le National », Armand Carrel se prononce pour la République.

1834. La « Société des Droits de l’Homme », naguère secrète, se consacre à entretenir une agitation aussi républicaine que permanente contre la Monarchie de Juillet. Ses têtes pensantes : les Arago, Louis Blanc, Victor Schœlcher, Ledru-Rollin, Blanqui et Godefroy Cavaignac, organisent une nuit d'émeutes, du 15 avril 1834. Le 16 avril, 164 « conjurés » sont arrêtés et transférés à la prison Sainte-Pélagie, sans jugement.

12 juillet 1835. Évasion de 28 prévenus républicains incarcérés à Sainte-Pélagie, prison réputée « infranchissable ». Barbès et Godefroy Cavaignac organisent « la grande évasion » de l'intérieur même de la prison. Ils sortent avec 26 autres des 164 « conjurés ». Frère aîné d'Eugène de Cavaignac, Godefroy Cavaignac, Éléonore-Louis… (1801 - 1845), évadé et meneur, était en 1830, après les Trois Glorieuses et l’avènement de la Monarchie de Juillet, journaliste au « National ». Il fut un « grand journaliste républicain » (Blanqui), l'un leaders du parti républicain.
24 juillet 1836. Armand Carrel est tué dans un duel par Émile de Girardin.
Juin 1839. Premier procès de l'insurrection du 12 mai fomentée par la « Société (secrète) des Saisons » dirigée par Armand Barbès et Louis Auguste Blanqui. Emmanuel Arago est le défenseur de Barbès, accusé par le procureur Frank Carré du meurtre de l'officier Drouineau. Barbès assume toute la responsabilité de l'insurrection, mais se défend de l'accusation d'assassinat.

12 juillet 1839. Barbès est condamné à mort. Hugo intervient en sa faveur.

Le 13 juillet 1839. Des centaines d'étudiants et d'ouvriers manifestent en faveur de Barbès.
Novembre 1845. Manifestation de trois mille étudiants devant le domicile d'Edgar Quinet. Son cours sur l'Ultramontanisme, professé au Collège de France, avait été suspendu par Guizot.
1847. Publication de l'Histoire des Girondins d'Alphonse de Lamartine.
Janvier 1848. Suspension du cours de Michelet au Collège de France et « formidable manifestation » des étudiants au Quartier Latin.

24 février 1848. Devant l'Hôtel de ville de Paris, Lamartine harangue la foule pour faire adopter les Trois Couleurs en lieu et place du drapeau rouge.

25 février 1848. Publication d'un décret du Gouvernement provisoire (Marie Laubot l'attribue à Lamartine pour expliquer sa popularité) : « Le Gouvernement provisoire de la République française s'engage à garantir l'existence de l'ouvrier par le travail ; il s'engage à garantir du travail à tous les citoyens ; il reconnaît que les ouvriers doivent s'associer entre eux pour jouir du bénéfice légitime de leur travail ».
1850. Proudhon enfermé, pour délit de presse à Sainte-Pélagie, y restera jusqu'en 1852.
1851. Adolphe Thiers est brièvement incarcéré.
Juin 1851. Discours de Victor Hugo à l'Assemblée sur l'abolition de la peine de mort à l'occasion du procès intenté à son fils Charles Hugo.

2 décembre 1851. Le député montagnard Alphonse Baudin est abattu sur une barricade du faubourg St-Antoine, il exhortait les artisans à la résistance au coup d'État. Élu de la Constituante par 11 départements et trois millions cinq cent mille voix, il n'en recueillit que dix-sept mille lors de l'élection présidentielle. Il est célèbre pour sa réplique sur l'indemnité de 25 francs par jour : « Eh bien, vous allez voir, Monsieur, comment l'on meurt pour 25 francs par jour! ».

Décembre 1851. Louis Eugène Cavaignac, après avoir contribué aux déportations des insurgés de juin 1848, est emprisonné au fort du Ham.

1862. Procès des cinquante-quatre comploteurs républicains de mars 1862. Ils sont défendus par l'élite du barreau républicain. Léon Gambetta, défenseur de l'ouvrier mécanicien Buette, « excita une émotion indescriptible ».

1867. Procès de Berezowski qui a tiré sur Alexandre II. Il est défendu par Emmanuel Arago.

2 novembre 1868. Manifestation de la jeunesse ouvrière et de celle des écoles sur les tombes de Godefroy Cavaignac et Alphonse Baudin. Lancement d'une souscription pour élever un monument à Baudin.

13 et 14 novembre 1868. Le gouvernement poursuit les manifestants républicains ; Arago, Gambetta et Crémieux assurent la défense. Les débats « furent une véritable défaite pour l'Empire et un triomphe pour Gambetta ».

8 février 1871. Thiers est élu à l'Assemblée nationale par 26 collèges électoraux et totalise sur son nom plus de deux millions de voix. Marie Laubot glisse sur la Commune et sa sanglante répression : « Il lui fallut lutter contre Paris soulevé. »

2 décembre 1872. Inauguration du monument à Alphonse Baudin.
8 septembre 1876. Funérailles nationales d’Adolphe Thiers (premier président de la IIIe République).

Mai 1876. Funérailles de Michelet au Père-Lachaise et souscription pour un monument funéraire (il sera inauguré en 1882).

27 février 1881. Trois cent mille personnes participent à une manifestation en l'honneur de Victor Hugo, à l'occasion de ses quatre-vingts ans.

Fin décembre 1882. Décès de Léon Gambetta. Des funérailles nationales sont votées et les obsèques se déroulent avec un cérémonial grandiose.

Mai 1885. Funérailles nationales de Victor Hugo : « Ce que furent ces funérailles, Paris et la France ne l'oublieront pas. Ce fut une véritable apothéose ». Une foule considérable suit le cortège de l'Arc de Triomphe au Panthéon.

4 août 1889. Transfert des cendres de Baudin, Lazare Carnot, Marceau et La Tour-d'Auvergne au Panthéon de Paris.

Juillet 1898. Fête pour le centenaire de la naissance de Michelet sur la place de l'Hôtel-de-Ville de Paris.

8 décembre 1901. Nouveau monument à Alphonse Baudin au faubourg Saint-Antoine.

Cette chronologie subjective met en lumière des aspects que l'historiographe classique néglige. Elle permet d'approcher la mémoire républicaine au début du XXe siècle. Elle complète la chronologie traditionnelle des événements politiques majeurs et permet de tisser des liens entre eux.
Lorsque le courant républicain était marginal et minoritaire, des élans ponctuels de l'opinion publique ont contribué à la transmission des idéaux, et à faire émerger de nouvelles générations de militants. En ces occasions - procès, illuminations, manifestations, enterrements - on peut cerner les contours d'un « parti » républicain.

### Les salons des oubliés
Le salon des oubliés
Attention, ils sont légion :
- des figures de proue des débuts de la Troisième République (souvent qualifiée de « République des Jules »), Jules Favre (1809-1880) et Jules Grévy (1807-1891), sans doute à cause des 'scandales' (décorations, Panama), encore trop présents dans les mémoires ? Car Marie Laubot exalte la « pureté » républicaine, immense Vertu qui exige sacrifices et renoncements. (exit Panama et Légion d'honneur). C'est, après quelques contorsions et accommodations, un parti républicain lisse qu'elle propose aux élèves méritants.
- les dirigeants ouvriers, députés ou même hommes de gouvernement, comme

Alexandre Martin (1815-1895), qui n'a droit qu'à un portrait gravé aux côtés des membres du Gouvernement provisoire de 1848.
Martin Nadaud, le Maçons de la Creuse, représentant du peuple en 1848, proscrit du Second Empire,
Martin Bernard, le typographe, dirigeant de sociétés secrètes, élu de la IIe et de la IIIe Républiques.
- des journalistes, Ferdinand Flocon (1800-1866) et Armand Marrast (1801-1852), éminents hérauts de la presse républicaine sous la monarchie de Juillet et membres du Gouvernement provisoire.

Charles Delescluze (1809-1871), révolutionnaire de 1830 et 1848, exilé sous le Second Empire et qui dès son retour, eut un rôle éminent dans l'opposition républicaine à Louis Napoléon Bonaparte grâce à son journal 'Le réveil' pour mourir sur les barricades de la Semaine sanglante. Lui, quelle est sa « faute » ?
- Mais, les 'Oubliés' comptent aussi d'augustes figures dont l'absence fragilise 'l'Œuvre de reconstitution du parti républicain' voulue par M. Laubot.

Dupont de l'Eure (1767-1855) alors qu'il pouvait incarner la fidélité à l'idéal républicain, de la Révolution à 1848 où il fut président du Gouvernement provisoire.
La Fayette (1757-1834) suscita maintes polémiques parmi les républicains mais transmit le flambeau aux jeunes générations et ouvrit la porte du Nouveau monde.
Lamennais ou La Mennais (Félicité Robert, 1782 - 1854). Sa brochure : 'Le Pays et le Gouvernement' lui vaut en 1840, d'être enfermé un an à Sainte-Pélagie, où il écrivit Une Voix de prison, publiée en 1843.Il suscita également des réticences chez les 'laïcs' malgré son engagement aux côtés des démocrates- socialistes de la Montagne en 1848.
Et puis, ces figures, comme celles d'un Lazare Carnot 1753 1823, le Père), d'un Hubert Robert (1733-1808, Peintre de la Révolution) ou d'un Jean-Jacques Koechlin (1776-1834), n'étaient-elles pas trop liées au XVIIIe siècle ? Ne fallait-il pas aller de l'Avant?
Ce n'est pas le cas des suivants:
- Aristide Bruant, 1851- † 1925, chansonnier contestataire. Républicain ou anarchiste ? Qu'importe, un peu le Brassens de l'époque… En 1884, avec 'À la Villette' (prison de Paris (1837-1900) qui servait de dépôt pour les condamnés à mort et d'où son frère partira pour voir 'la Veuve'), il entame toute une série de chansons sur les quartiers de Paris. Il décrit les bonheurs, misères et préoccupations des petites gens, non sans une certaine démagogie doublée d'une certaine facilité, le tout n'étant pas dénué d'une certaine poésie. Alors, certes Bruant ne fut jamais 'encarté'; est-ce une raison pour 'l'oublier' ?
- Gustave Courbet (1819-1877), Peintre. Accusé d'avoir usurpé des fonctions publiques en tant qu'élu au Conseil de la Commune et surtout de s'être rendu complice de la destruction de la colonne Vendôme, érigée le 12 avril et renversée le 8 mai, est arrêté le 7 juin 1871. Son procès devant le troisième Conseil de guerre commence le 7 août suivant. Après deux mois d'audiences, le jugement prononcé le 2 septembre, condamné le peintre à 500 francs d'amende et six mois de prison qu'il purgera à Sainte-Pélagie.
- Honoré Daumier (1808-1879) peintre, sculpteur. En 1832, condamné pour ses caricatures, il purge 6 mois à Sainte-Pélagie. Il fonde à sa sortie, le journal 'Le Charivari' où il créera le personnage de 'Ratapoil'. En 1835, il se rendra célèbre par un dessin non moins célèbre : le massacre de la rue Transnonain. 1845, après sa série « les Gens de justice », Baudelaire le compare à Delacroix et Ingres. 1871 : délégué des Beaux-Arts à la Commune, il s’opposera, en vain, à la proposition de Courbet d’abattre la colonne Vendôme.
- Évariste Galois, 1811-1832. Pour la police : « Brillant mathématicien et agitateur patenté », en 1831, lors d'un banquet républicain, Évariste lance, un couteau à la main, un toast : « À Louis-Philippe (s'il trahit) ». Cette fois, c'en est trop : arrêté par la police du roi, il est enfermé à Sainte-Pélagie. Devant ses juges, il revendique son toast régicide et plaide pour la République. Le jury populaire l'acquittera.

À peine a-t-il recouvré sa liberté que la police, saisissant le premier prétexte, le reconduit à Sainte-Pélagie. Une tentative d'assassinat est même organisée contre lui dans les murs de la prison. Il y échappera mais mourra peu après en duel.
- des écrivains :
  - Zo d'Axa (1864-1930). Écrivain, anarchiste, poursuivi à travers toute l'Europe pour ses idées, en mars 1893, il est finalement arrêté, dans le consulat du Royaume-Uni, en principe inviolable, à Jaffa. Enchaîné comme un droit commun, il est embarqué sur le navire La Gironde pour Marseille. En arrivant, Zo d'Axa y passe quelques jours en prison, avant d'être transféré à Sainte-Pélagie, où il passera 18 mois comme « politique », ayant bien sûr, refusé de signer une demande en grâce.

En juillet 1894, libéré, il publie : De Mazas à Jérusalem qu'il a écrit en prison. Succès, critiques unanimes, on s'incline devant la valeur et la personnalité de l'homme et de l'œuvre : Jules Renard, Octave Mirbeau, l'encenseront tout comme Georges Clemenceau qui dira de lui : « D'Axa, cet anarchiste hors de l'anarchie »).
- - Charles Nodier (1780- 1844), écrivain, historien. En 1801, il publie compose 'La Napoléone', ode violemment anti-bonapartiste.
  - Jules Vallès (1832 - 1885), Journaliste et écrivain. Il fonde à Paris en 1850, le 'Comité des Jeunes' qui tente en vain de soulever le Quartier Latin contre le coup d'État du 2 décembre 1851 (proclamation du Second Empire). Il est l'auteur de L'Argent (1857), de la trilogie de Jacques Vingtras, sorte d'autobiographie romancée (1879-1883).

Fondateur de l'hebdomadaire d'opposition 'La Rue', il est interné à deux reprises à Sainte-Pélagie, en 1868 pour deux articles parus dans Le Globe et 'Le courrier de l'intérieur'.
En 1871, il prend fait et cause pour la Commune dont il soutient l'action avec son journal 'Le cri du peuple'. Condamné à mort, il se réfugie à Londres. Après l'amnistie de 1880, il rentre à Paris et relance, avec succès, 'Le cri du peuple', porte-drapeau des opinions socialistes et libertaires.
- - Michel Zévaco (1860 - 1918). Journaliste anarchiste et romancier populaire (auteur de la série des 'Pardaillan'. Polémiste virulent, sa cible préférée fut le ministre de l’Intérieur, Ernest Constans, qu’il provoqua en duel, ce qui lui vaut d’être assigné devant un tribunal pour « provocation au meurtre ». Malgré la brillante plaidoirie de Marcel Sembat, il est condamné à quatre mois de prison et mille francs d’amende, et incarcéré à Sainte-Pélagie du 25 avril au 25 août 1889. Il y rencontrera Bruant.

Pour d'autres encore, l'oubli semble encore moins compréhensible.
- Gustave Paul Cluseret (1823-1900), officier, homme politique. Saint-Cyrien, en juin 1848, il prend d'assaut onze barricades et capture trois bannières aux insurgés. Pour cet exploit, il reçoit la légion d'honneur. En 1855, capitaine, il combat en Crimée puis avec Garibaldi en Italie. En 1861, en Amérique, où il a combattu dans la guerre civile contre les Confédérés; il est promu général et fait citoyen américain. Revenu en France, il adhère à la première Internationale. En 1868, interné à Sainte-Pélagie pour ses articles dans le journal 'L'Art', il est finalement banni du fait de sa citoyenneté américaine. À la proclamation de la République (4 septembre 1870), il revient à Paris et participe aux révoltes de Lyon et de Marseille. Le 3 avril 1871, il est nommé ministre de la guerre de la Commune.

Victor Schœlcher (1804-1893) était sous-secrétaire d'État du Gouvernement provisoire et contribua à l'abolition de l'esclavage dans les colonies. Montagnard, résistant au coup d'État de 1851, exilé, de nouveau député puis sénateur à vie sous la IIIe République, il n'est pas cité dans l'ouvrage alors que la politique coloniale de Jules Ferry y a droit à plusieurs pages.
Visiblement, Marie n'aime pas ce qui fâche ; mais l'"Histoire de Marie Laubot", si douce, gentille, consensuelle fut-elle (en occultant p.e. la Commune) ne préfigurerait-elle pas lHistoire stalinienne' où on chercherait en vain, de la même manière un Trotski ou un Maïakovski…
Le salon des oubliées
Petit salon pourrait-on dire. Car d'abord, et sauf 'bague au doigt' on ne mélange pas les Hommes avec les femmes.
- Aucune femme n'est citée, pourtant :

George Sand (1804-1876), s'engagea aux côtés des républicains et des socialistes sous la monarchie de Juillet et sous la Seconde République mais se tint éloignée de la politique à partir du Second Empire.
pour Louise Michel (1833-1905), sa participation à la Commune puis son engagement anarchiste sous la IIIe, la rendent sans doute trop subversive aux yeux de l'auteur.
- De deux choses l'une, pour l'auteur :

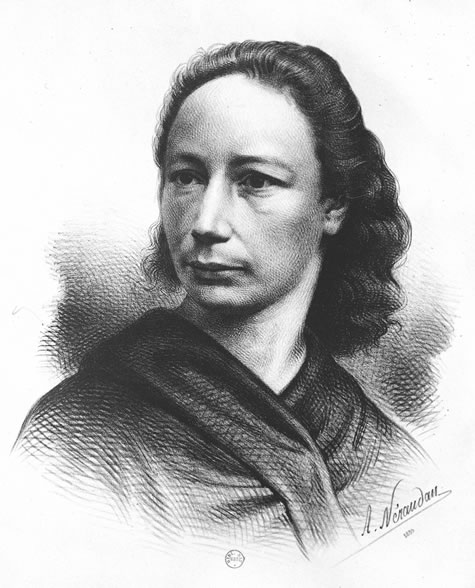
Louise Michel

  - première hypothèse, 'l'éternelle minorité politique de la gent féminine' (Thiers), l'exclurait- elle d'office de cette nomenclature quasi officielle. Rappelons que ce livre, véritable bréviaire, était distribué en grande cérémonie dans les Écoles républicaines.
  - seconde hypothèse, la pire certainement, ces femmes étaient - elles peu présentables et donc peu représentables de cette même gent ?

George Sand quel que soit le régime, n'est- elle pas l'éternelle maîtresse ? N'est-elle pas cette femme qui abandonnera son mari le Baron Casimir Dudevant avec deux enfants en bas âge ? En 1831 paraît son premier roman Rose et Blanche qu'elle a écrit avec Jules Sandeau, son amant, qui lui offrira avec son cœur, son nom de plume Sand.
N'est-elle pas encore cette femme qui multipliant les liaisons connaîtra une vie amoureuse aussi variée qu'agitée ? Elle ne craint pas non plus de scandaliser les bonnes âmes en s'affichant en tenue d'homme ou avec un cigare ou avec une ribambelle d'amants
Débordante de vitalité, George Sand fait le bonheur de la presse à scandales de par ses retentissantes liaisons avec des amants dont les plus célèbres sont Mérimée (décevant), Musset, Liszt et Chopin, sans parler de la comédienne Marie Dorval, sa « chère aimée ».
En juin 1833, auréolée du succès d'Indiana, elle rencontre Musset. En janvier  1834, le couple file le parfait amour à Venise. Mais les deux amants tombent malades, se disputent et George Sand en profite pour séduire… le médecin, Pietro Pagello.
Musset présente Liszt à Sand. En 1837, la romancière l'accueille à Nohant avec son amante, Marie d'Agoult. Bientôt, elle-même devient la maîtresse de Liszt.
L'année suivante, en 1838, débute l'idylle de George Sand et Frédéric Chopin… La ribambelle ne s'interrompt qu'en 1850, avec le graveur Alexandre Manceau, dernier amant en titre.
Elle se lie à des démocrates comme Arago, Barbès ou encore Bakounine et se réjouit en 1848 de la fin de la Monarchie de Juillet affichant son engagement politique : féministe et socialiste (à la limite de l'anarchie). Après les journées de juin, contrainte, financièrement, de se retirer en 1851 à Nohant, elle voyagera fréquemment en France comme à l'étranger. Elle continuera à mener une vie agitée « hors normes » et aura d'autres liaisons amoureuses, tout en se battant pour les droits des femmes et des opprimés.
Après la fondation du Second Empire, en 1852, elle se tient à l'écart du pouvoir mais conserve l'estime de l'empereur, lui-même connu pour ses « préoccupations sociales ».
La bonne « dame de Nohant » meurt dans la sérénité le 8 juin 1876. Passionnée, provocatrice, elle a créé un personnage inédit : 'la femme libérée'. Cela ne justifierait-il pas de lui rendre les honneurs d'un « Panthéon républicain »??
Louise Michel, 'la communarde', 'la pétroleuse' ne peut en aucun cas y figurer aux côtés des 'Saints Républicains' : les « Jules » et autres Carnot.
- Face à ces interrogations, il devient intéressant de citer un autre ouvrage de Marie Laubot : Quelques Françaises illustres du XIXe siècle, paru vers 1900 chez Gedalge. Livre qui retient l'attention car il peut éclairer sa sélection de « Grands républicains ». Quelques Françaises illustres présente six personnalités :

Mme Edgar Quinet
Mme Furtado-Heine
Mme Jules Michelet
Mme Pape-Carpentier
Melle Léontine Nicolle
Mme Jules Simon
- Les trois premières vécurent à l'ombre de leur célèbre époux néanmoins : Mme Edgar Quinet avait participé, avec l'auteur de ces notices biographiques, à « l'œuvre des écoles professionnelles » ou « Écoles Elisa Lemonnier ».

Mme Pape-Carpantier fut Inspectrice générale des salles d'asile et fonda l'école des directrices de salles d'asiles.
Mlle Léontine Nicolle fut surveillante et institutrice dans l'asile de la Salepétrière ; elle fut honorée et décorée par plusieurs ministres de la IIIe République.
Mme Cécile Furtado-Heine, riche héritière, fut une bienfaitrice multipliant les dons à des hospices et à l'Institut Pasteur. Marie Laubot indique qu'elle fréquenta plusieurs de ces dames de la bonne société républicaine. Sa philosophie personnelle peut être résumée par ces phrases :
"Quelle parole de haine ou d'envie pourrait s'élever contre les riches lorsqu'ils savent faire un semblable emploi de leur fortune ? Quel exemple madame Furtado-Heine donna au monde ! Et tant qu'il y aura des pauvres, des malades et des affligés au milieu de nous, puisse-t-il se trouver beaucoup de riches comme la noble femme dont nous venons de dire quelques mots".